# Lista de episódios de Apple & Onion
- Essa é a lista de episódios de Apple & Onion.

## Episódios
| Temporada | Temporada | Episódios | Exibição original       | Exibição original   | Exibição no Brasil    | Exibição no Brasil    | Exibição em Portugal  | Exibição em Portugal  |
| Temporada | Temporada | Episódios | Estreia de temporada    | Final de temporada  | Estreia de temporada  | Final de temporada    | Estreia de temporada  | Final de temporada    |
| --------- | --------- | --------- | ----------------------- | ------------------- | --------------------- | --------------------- | --------------------- | --------------------- |
|           | Piloto    | 1         | 14 de maio de 2016      | 14 de maio de 2016  | 1 de setembro de 2017 | 1 de setembro de 2017 | N/A                   | N/A                   |
|           | 1         | 10        | 23 de fevereiro de 2018 | 23 de março de 2018 | 1 de maio de 2018     | 23 de julho de 2018   | 20 de outubro de 2018 | 21 de outubro de 2018 |

### Piloto (2016)
| #(Ep.) | Título                          | Escrito e dirigido por                      | Exibição original                        | Código de produção |
| --- | ------------------------------- | ------------------------------------------- | ---------------------------------------- | ------------------ |
| 0 | "Maçã e Cebola" "Apple & Onion" | George Gendi, Michael Gendi, e Matt Layzell | 14 de maio de 2016 1 de setembro de 2017 | 000-000            |
| Maçã e Cebola acidentalmente são convidados para a festa do Cachorro-Quente. A dupla está animada, especificamente Cebola com quem ele quer se aproximar da Fritinha, mas quando Burger tenta dissuadi-los dizendo que é uma festa chique, eles decidem que precisam crescer, e acabam sendo levados diretamente para a cadeia, onde eles conhecem Carne-Seca, que os ensina lições sobre como se tornarem maduros. |                                 |                                             |                                          |                    |

### 1ª Temporada (2018)
| # (Ep.) | Título                                                                                                   | Escrito e Storyboard por:          | Exibição Original     | Exibição no Brasil      | Exibição em Portugal                                | Código de produção | Audiência (em milhões) |
| --- | --- | ---------------------------------- | --------------------- | ----------------------- | --------------------------------------------------- | ------------------ | ---------------------- |
| 1 | "Uma Nova Vida" "A New Life"                                                                             | Benton Connor e Nick Edwards       | 21 de outubro de 2018 | 23 de fevereiro de 2018 | 2 de julho de 2018                                  | 101                | 0.71                   |
| Maçã e Cebola são enviados separadamente para uma nova vida na cidade por seus respectivos pais. Maçã deve encontrar um apartamento que esteja pronto para ele através de um mapa, enquanto Cebola tem habitação gratuita esperando por seu trabalho na Fun Co. Ao chegar à cidade, os dois acham que o que pode dar errado vai dar errado e, eventualmente, encontrar suas jornadas entrelaçadas. | |                                    |                       |                         |                                                     |                    |                        |
| 2 | "A Equipe Perfeita (BR) A Equipa Perfeita (PT)" "The Perfect Team"                                       | Benton Connor e Nick Edwards       | 20 de outubro de 2018 | 23 de fevereiro de 2018 | 17 de abril de 2018 (pré-estreia) 1 de maio de 2018 | 102                | 0.71                   |
| Durante uma sessão do jogo de computador, a "Equipe Perfeita", Maçã e Cebola se deparam com um novo colega de quarto em sua janela: um gato. Ele adora repousar na cabeça do Maçã, mas parece odiar Cebola por causa de seu cabelo; causando tensão entre os dois tentando ficar mais tempo ao lado de Maçã.                                                                                       | |                                    |                       |                         |                                                     |                    |                        |
| 3 | "Gorjeta (BR) Gorjetas (PT)" "Tips"                                                                      | Jonny Van Orman e Phylicia Fuentes | 21 de outubro de 2018 | 2 de março de 2018      | 11 de junho de 2018                                 | 103                | 0.88                   |
| Maçã e Cebola desejam estar em um passeio de balão, eles reúnem as mudanças que podem, mas não é suficiente. Desesperados para seguir viagem, eles trabalham para obter dicas dos clientes na pizzaria onde a Pizza trabalha, eles começam a assustar os clientes, mas então percebem que precisam fazer isso sendo educado com os clientes.                                                       | |                                    |                       |                         |                                                     |                    |                        |
| 4 | "Dia de Diversão do Falafel (BR) Dia Divertido do Faláfael (PT)" "Falafel's Fun Day"                     | Benton Connor                      | 20 de outubro de 2018 | 2 de março de 2018      | 4 de junho de 2018                                  | 104                | 0.88                   |
| Maçã e Cebola decidem mostrar ao seu senhorio Falafel um dia incrível, quando ele começa a sentir saudades de casa e depois de deixá-lo louco quando não ouvem seus avisos sobre o ar-condicionado, as coisas não acontecem como pretendiam. | |                                    |                       |                         |                                                     |                    |                        |
| 5 | "Maçã em Apuros (BR) O Maçã está em Sarilhos (PT)" "Apple's in Trouble"                                  | Riley Riggen e Arlyne Ramirez      | 20 de outubro de 2018 | 9 de março de 2018      | 1 de maio de 2018                                   | 105                | 0.73                   |
| Maçã é desafiado a uma briga por um Cheesesteak mal-humorado depois que Maçã grita com a Limãozinha, então ele e Cebola vão em uma busca para encontrar a fonte do mau humor do Cheesesteak usando as pistas para uma "reação em cadeia". Essa busca começa no hotel, depois em uma sala, depois em uma cozinha, depois nos esgotos, depois em outra sala e depois na Escola Edwards.              | |                                    |                       |                         |                                                     |                    |                        |
| 6 | "1 Contra 4 (BR) 4 on 1 (PT)" "4 on 1"                                                                   | Nick Edwards e Jason Dwyer         | 20 de outubro de 2018 | 9 de março de 2018      | 1 de maio de 2018                                   | 106                | 0.73                   |
| Quando Burger e Hot Dog notam que Cebola tem alguma habilidade profissional de basquete, eles decidem perguntar se ele e a Maçã estariam interessados em se juntar ao time para o grande 4 contra 4, eles aceitam, mas Cebola começa a perder para o time quando ele encontra as vozes em sua cabeça e continuavam jogando e estavam deixando-o nervoso.                                           | |                                    |                       |                         |                                                     |                    |                        |
| 7 | "A Pré Estreia do Filme do Hot Dog (BR) A Estreia do Filme do Chachorro (PT)" "Hot Dog's Movie Premiere" | Riley Riggen e Arlyne Ramirez      | 20 de outubro de 2018 | 16 de março de 2018     | 1 de maio de 2018                                   | 107                | 0.77                   |
| Maçã e Cebola são banidos da estréia do novo filme de seu amigo Hot Dog em que ele está: Robotot II. Então eles tentam muitas tentativas de se infiltrar. Seus planos envolvem: Esconder-se na pipoca para entrar no banheiro para que eles possam entrar no estande, usar objetos para enganar Chicken Nugget (Um policial), disfarçando-se de cachorros e usando imersão molho.                  | |                                    |                       |                         |                                                     |                    |                        |
| 8 | "Pega Garrafa (BR) Apanha a Garrafa (PT)" "Bottle Catch"                                                 | Alex Cline e Sean Glaze            | 21 de outubro de 2018 | 16 de março de 2018     | 9 de julho de 2018                                  | 108                | 0.77                   |
| Maçã e Cebola inventam um novo jogo chamado bottle catch (jogando uma garrafa de água para frente e para trás). Quando a Energy Bar ouve sobre isso, ela rouba a idéia. Para conseguir que todos comprem as muitas garrafas de água que precisam vender, eles tentam interessá-los nas garrafas fazendo um concurso de capturas de garrafas contra a Energy Bar e a Whey.                          | |                                    |                       |                         |                                                     |                    |                        |
| 9 | "O Passeio de Ônibus da Panqueca (BR) O Passeio de Autocarro da Panqueca (PT)" "Pancake’s Bus Tour"      | David Ochs                         | 21 de outubro de 2018 | 23 de março de 2018     | 16 de julho de 2018                                 | 109                | 0.79                   |
| Quando Maçã perde seu sapato, Cebola o leva em uma excursão guiada de ônibus para um show de uma estrela cadente para que ele deseje seu sapato. Mas no ônibus, Maçã precisa aprender a se manter sério para não ser expulso do ônibus. | |                                    |                       |                         |                                                     |                    |                        |
| 10 | "A Festa do Quarteirão (BR) A Festa do Bairro (PT)" "Block Party"                                        | David Ochs e Nick Arciaga          | 21 de outubro de 2018 | 23 de março de 2018     | 23 de julho de 2018                                 | 110                | 0.79                   |
| Maçã e Cebola estão se preparando para uma festa com todos os seus amigos, mas um pato travesso toma conta de seu telhado. Quando eles não conseguem entrar em casa porque estão presos com o pato, eles tentam enganá-lo antes que o bolo que eles fizeram para a festa derreta e destrua seu laptop, que contém a música que eles escreveram para a festa.                                       | |                                    |                       |                         |                                                     |                    |                        |

### Curtas
| # | Título                                    | Escrito e storyboards por   | Exibição original       | Exibição no Brasil     | Exibição em Portugal |
| --- | ----------------------------------------- | --------------------------- | ----------------------- | ---------------------- | -------------------- |
| 1 | "Elevador (BR)" "Lift"                    | Nick Edwards e Matt Layzell | 11 de fevereiro de 2018 | 17 de dezembro de 2018 |                      |
| Maçã e Cebola cantam uma música sobre um passeio de elevador enquanto estão no elevador com alguém.                                                        |                                           |                             |                         |                        |                      |
| 2 | "Lustrar a Cabeça (BR)" "Buff Up My Head" | Matt Layzell                | 11 de março de 2018     | 5 de novembro de 2018  |                      |
| Maçã canta uma música sobre "limpar", e Cebola decide ir junto antes da dupla ir para a festa de aniversário de Burger.                                    |                                           |                             |                         |                        |                      |
| 3 | "Nada Mais (BR)" "Nothing Else"           | George Gendi                | 17 de março de 2018     | 12 de novembro de 2018 |                      |
| Maçã e Cebola cantam uma música sobre objetos para os quais você pode usar como outras coisas.                                                             |                                           |                             |                         |                        |                      |
| 4 | "Dormir (BR)" "Sleep"                     | Nick Edwards                | 25 de março de 2018     | 19 de novembro de 2018 |                      |
| Maçã e Cebola brincam em torno da noite quando eles deveriam estar dormindo.                                                                               |                                           |                             |                         |                        |                      |
| 5 | "Água (BR)" "Water"                       | Benton Connor               | 1 de abril de 2018      | 26 de novembro de 2018 |                      |
| Quando Falafel é incapaz de consertar os canos de água de Maçã e Cebola, eles aproveitam o tempo para apreciar o que a água tem a oferecer com uma música. |                                           |                             |                         |                        |                      |
| 6 | "Carro (BR)" "Car"                        | TBA                         | 5 de abril de 2018      | 3 de dezembro de 2018  |                      |
| Maçã, Cebola e Nugget de Frango derrotam Sanduba, o Sanduíche Ladrão, por ter roubado um carro.                                                            |                                           |                             |                         |                        |                      |
| 7 | "Pizza Party"                             | TBA                         | 6 de abril de 2018      | 24 de dezembro de 2018 |                      |
| O Aniversário da Pizza e a de Maçã e Cebola celebram o evento em toda a cidade.                                                                            |                                           |                             |                         |                        |                      |
| 8 | "Adeus (BR)" "Goodbye"                    | Matt Layzell                | 7 de abril de 2018      | 10 de dezembro de 2018 |                      |
| Maçã e Cebola estão dizendo uma música de despedida de deixar a cidade, mas Falafel diz que as escolhas recebidas que de volta no barraco (cidade).        |                                           |                             |                         |                        |                      |